# Alberto de Oliveira
Antônio Mariano Alberto de Oliveira, brazilski pesnik, * 28. april 1857, Saquarema, † 19. januar 1937, Niterói.